# Johann Gottlieb Heineccius

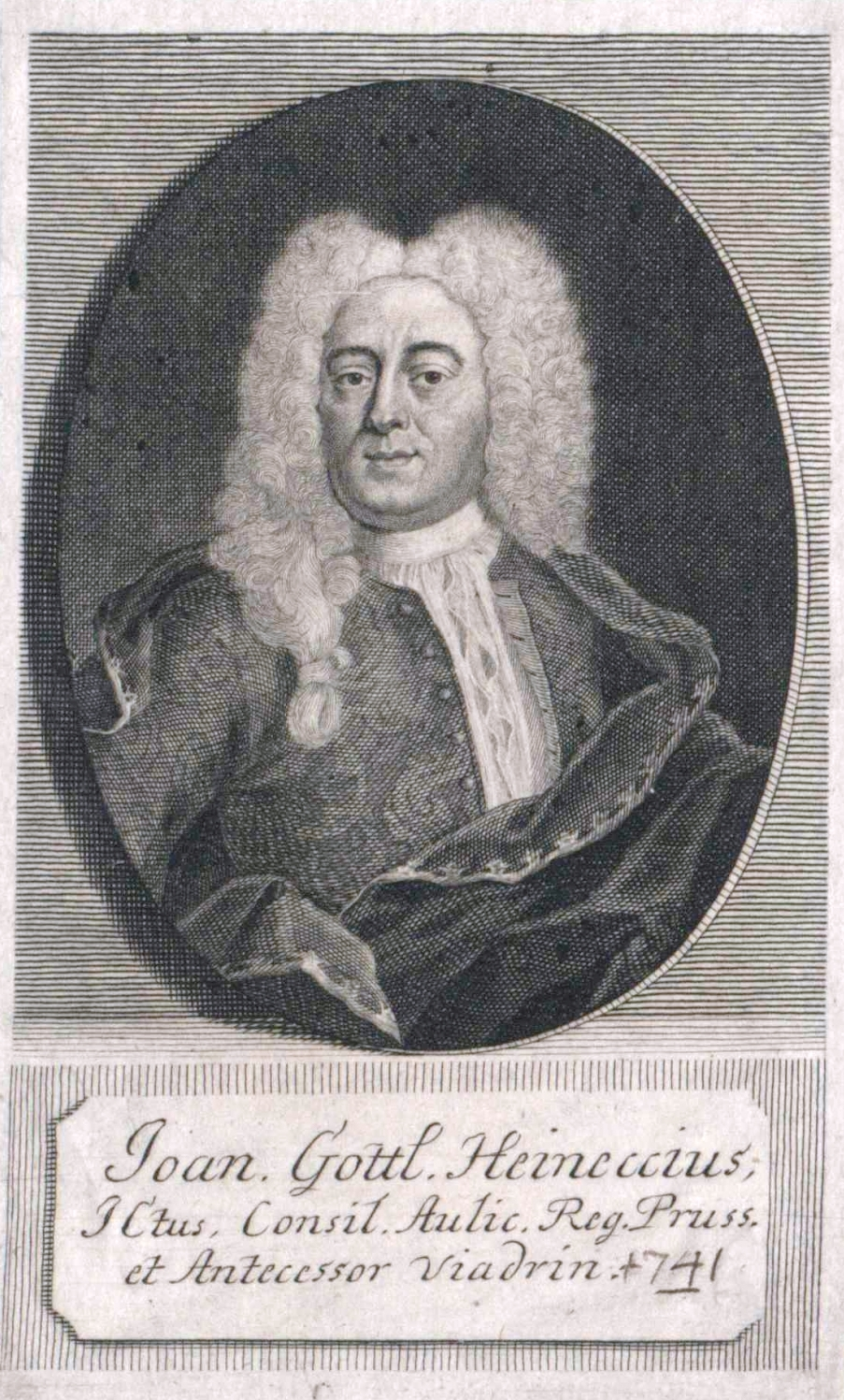
Johann Gottlieb Heineccius

Johann Gottlieb Heineccius (* 11. September 1681 in Eisenberg; † 31. August 1741 in Halle (Saale)) war ein deutscher Rechtswissenschaftler. Er gilt als bedeutender Vertreter des Usus modernus pandectarum.

## Leben
Heineccius wurde als Sohn des Lehrers Johann Michael Heinecke geboren. Da sein Vater verstarb, als Johann elf Jahre alt war, bildete er sich selbst weiter und besuchte die Schule in Eisenberg. 1698 zog er zu seinem Bruder, dem Prediger Johann Michael Heineccius (1674–1722), nach Goslar, wo er die dortige Schule besuchte. Anschließend studierte er an der Universität Leipzig Theologie. Mit Vorliebe widmete er sich dem Studium der Kirchengeschichte und chronologischen Untersuchungen, wozu er die Vorlesungen von Johann Schmid, Adam Rechenberg und Thomas Ittig besuchte. Nach dem Erwerb des Magistergrades 1703 ging er mit der Hoffnung auf ein theologisches Amt nach Goslar zurück. Hier hatte er Predigten gehalten und fasste den Entschluss, ein juristisches Studium zu absolvieren. Sein Bruder Johann Michael Heineccius erhielt eine Stelle in Halle (Saale) an der Ulrichskirche, Johann Gottlieb folgte ihm. Als Hauslehrer der russischen Grafenbrüder Gallowkin, die Jura studierten, hatte er Kontakt mit dem Fach und konnte zugleich sein Studium finanzieren.
Nachdem er die Vorlesungen von Samuel Stryk besucht und sich nebenher mit den philosophischen Wissenschaften beschäftigt hatte, nahm ihn 1708 die philosophische Fakultät als Adjunkt auf. 1713 wurde er Professor für Philosophie. 1716 promovierte er in Rechtswissenschaften und wurde 1720 zum außerordentlichen Professor an der juristischen Fakultät der Universität Halle berufen. 1721 wurde er dort Ordinarius und erhielt den Titel eines Hofrats. Die Staaten von Westfriesland beriefen ihn 1724 an die Universität Franeker zum ordentlichen Professor. Drei Jahre darauf berief ihn der preußische König an die Universität Frankfurt (Oder), wo Heineccius als Professor der Pandekten (lat. Digesten) und der philosophischen Moral dauerhaft zu bleiben plante, und sich ein Haus kaufte. Anlässlich seiner Pandektenlehre erwarb er sich einen bedeutenden Ruf als Wissenschaftler des neuen „usus“. Dort wurde er 1731 zum Geheimrat ernannt. Er musste jedoch auf Veranlassung des Königs wieder nach Halle zurückkehren, da es u. a. den Abgang Christian Wolffs auszugleichen galt und lehrte dort ab Mai 1733. Heineccius hatte sich auch an den organisatorischen Aufgaben der Hallenser Hochschule beteiligt und war 1734/35 Prorektor der Alma Mater. Während dieser Zeit lebte er in der Großen Märkerstraße 10. Dort verstarb er am 31. August 1741. Begraben wurde er im Stadtgottesacker Halles im Schwibbogen des Universitätskanzlers Johann Peter von Ludewig.

## Familie
Heineccius hatte sich am 18. Februar 1716 mit Henriette Klara Johanna Heiring († 1724 in Franecker) verheiratet. Aus dieser Ehe stammen drei Kinder:
1. Johann Christian Gottlieb Heineccius (1718–1791) wurde preußischer Hofrat und Professor der Ritterakademie in Liegnitz
2. Friedrich Anton ging zum Militär
3. Henriette Louise heiratete 1739 den Professor der Rechte und Geschichte am Gymnasium in Altona Christoph Andreas Mencken.

Sein Urenkel ist der 1866 durch König Wilhelm I. in den preußischen Adelsstand erhobene Oberstlieutenant Konstanz von Heineccius, seine Ururenkel waren die preußischen Generalmajore Benno und Georg von Heineccius.

## Werke

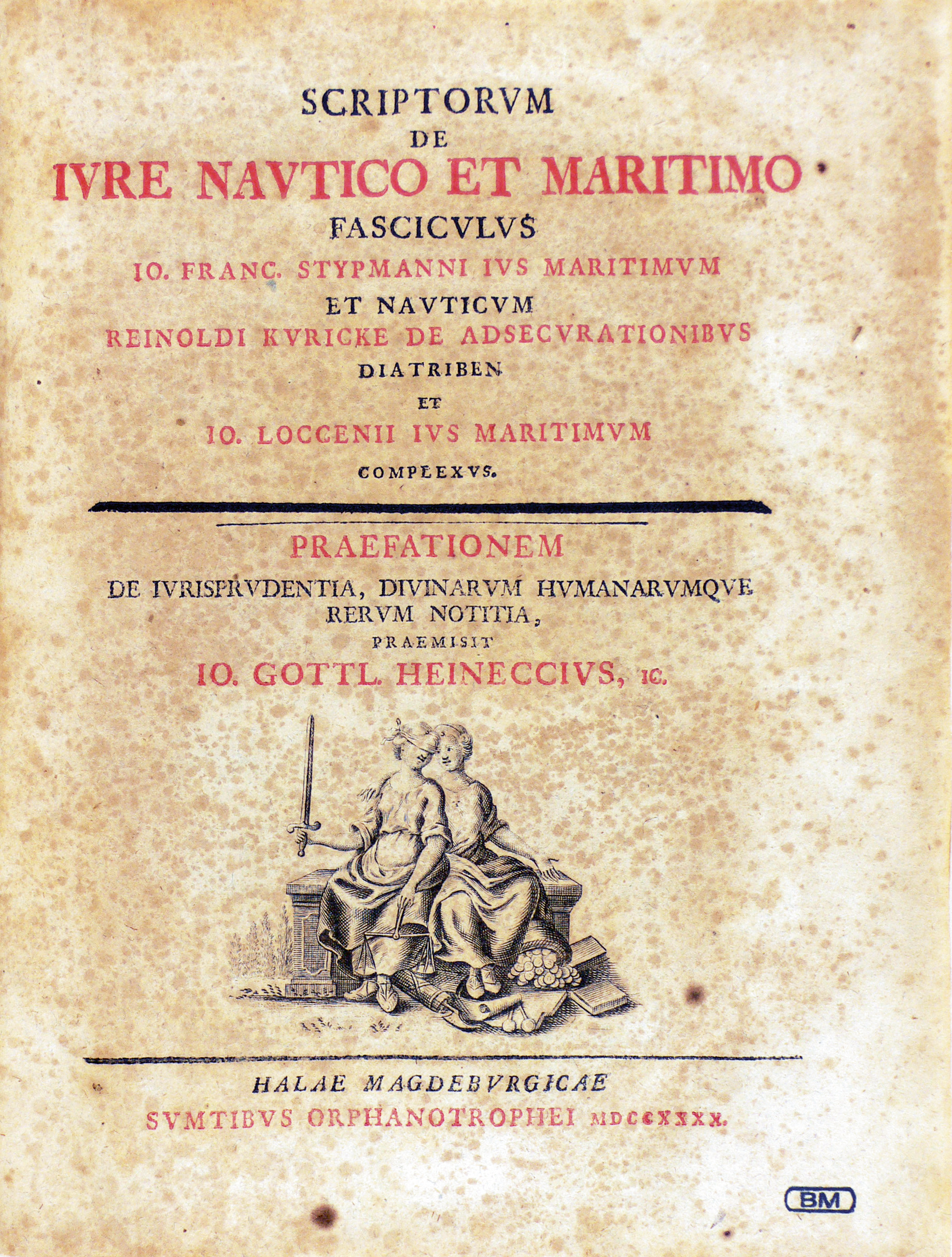
Scriptorum de iure nautico, 1740

### Dissertationen
- De habitu et insignibus apostolorum sacerdotalibus exercitatio historica. Titius, Leipzig 1702. (Digitalisat)
- De genuina nativitatis Christi aera dissertatio historica, numis & inscriptionibus antiquis illustrata. Salfeld, Halle 1708. (Digitalisat)
- De Incessv Animi Indice. Dissertatio Moralis. Henckel, Halle 1713. (Digitalisat)
- De Philosophis Semichristianis Dissertatio Historica Et Philosophica. Henckel, Halle 1714. (Digitalisat)
- De origine atque indole jurisdictionis patrimonalis. Haken, Wittenberg 1740. (Digitalisat)
- Exercitatio juridica de levis notae macula ad legem XXVII codicis de inoffic. test. Gruner, Halle 1720. (Digitalisat)
- De Navibvs Ob Mercivm Illicitarvm Vectvram Commissis Dissertatio Ivridica. Gruner, Halle 1721. (Digitalisat)
- De Collegiis Et Corporibvs Opificvm. Von denen Zünfften und Innungen derer Handwercker. Exercitatio Ivridica. Henckel, Halle 1723. (Digitalisat)
- De mercatorum qui foro cesserunt rationibus et codicibus. Von den Rechnung- und Handels-Büchern der Kauf-Leute, welche banqueroutiret. Schwartze, Frankfurt an der Oder 1728. (Digitalisat)
- De usufructu materno juris germanici, maxime Hamburgensis. Schwartz, Frankfurt an der Oder 1730. (Digitalisat)
- Dissertatio juridica de lubricitate jurisjurandi suppletorii vel Von der Nichtigkeit des Erfüllungs-Eides. Frankfurt an der Oder. o. J.
- De religione judicantium circa reorum confessiones dissertatio juridica. Schwartz, Frankfurt an der Oder 1730. (Digitalisat)
- Dissertatio Iuridica Inauguralis De Suprema Principum Magistratuumque Tutela Vel Von der Ober-Vormundschafft. Gerdes, Wittenberg 1732. (Digitalisat)
- De eminentioribus ducatus ducumque Lotharingiae praerogativis dissertatio iuris publici. Frankfurt an der Oder 1732. (Digitalisat der editio secunda 1733)
- De marito tutore et curatore uxoris legitimo. Grunert, Halle 1734. (Digitalisat)
- De testamentifactione, jure germanico arctis limitibus passim circumscripta. Grunert, Halle 1734. (Digitalisat)
- De praescriptione annali juris Lubecensis a jure communi diversa. Grunert, Halle 1734. (Digitalisat)
- De pecunia in casum, si caussa ceciderint, ab adpellantibus, alioque remedio utentibus, deponenda, Vulgo: Von Succumbenz-Geldern. Grunert, Halle 1736. (Digitalisat)
- De reductione monetae ad justum pretium. Grunertw, Halle 1737. (Digitalisat)
- De jure principis circa commerciorum libertatem tuendam. Salfeld, Halle 1738. (Digitalisat)
- De jure principis circa civium studia. Salfeld, Halle 1838. (Digitalisat)
- De causa servitutum perpetua. Grunert, Halle 1738. (Digitalisat)
- De Locatione Condvctione Ivrisdictionis Dissertatio Ivridica Inavgvralis. Grunert, Halle 1738. (Digitalisat)
- De venditione illicita fructuum in herbis. Grunert, Halle 1738. (Digitalisat)
- De dominis, subditos suos in judicio suo convenientibus. Grunert, Halle 1738. (Digitalisat)

### Orationen, Programme und Lehrbücher
- Panegyricus sempiternae memoriae viri incomparahilis Samuelis Strykii consecratus. Gruner, Halle 1710. (Digitalisat)
- Progr. De verae falsaeque sapientiae Characteribus. Henckel, Halle 1713. (Digitalisat)
- Oratio de jurisprudentia veterum Romanorum formularia, ritibusque, quibus negotia civilia explicantur, solennibus. Franecker 1724
- Epistolae amoebaeae inter virum clarissimum E. O. A. C. Pagenstecherum ... et Io. G. Heineccium. Bleck, Franecker 1724.
- De P. Juventio Celso, jurisconsulto eximio, suique saeculi ornamento, dissertatio. Conrad, Frankfurt an der Oder 1727. (Digitalisat)
- De juris consultis semidoctis, caussisque, cur tam pauci hodie ad veram jurisprudentiae laudem perveniant. Conrad, Frankfurt an der Oder 1727. (Digitalisat)
- De Ulpiani Jurisconsulti Hebraismis. Frankfurt an der Oder 1730. (Digitalisat)
- De Jurisconsultis reformationi ecclesiae praeludentibus. Schwartz, Frankfurt an der Oder 1730. (Digitalisat)
- De variis Saturninis iureconsultis. Alex, Frankfurt an der Oder 1731. (Digitalisat)
- Oratio De C. Aqvillio Gallo, Ivrisconsvlto Celeberrimo. Conrad, Frankfurt an der Oder 1731. (Digitalisat)
- De Salvio Iuliano, iurisconsultorum sua aetate coryphaeo. Grunert, Halle 1733. (Digitalisat)
- Antiquitatum Romanarum jurisprudentiam illustrantium Syntagma secundum ordinem Institutionum Justiniani digestum. Halle 1718. (Digitalisat der Ausg. Broenner, Frankfurt am Main 1848)
- Fundamenta stili cultioris, quibus accedit sylloge exemplorum. Pasquali, Neapel 1765. (Digitalisat)
- Elementa juris civilis sec. Ordinem Institutionum. Krieger, Gießen 1727. (Digitalisat)
- Ad legem Juliam et Papiam Poppaeam commentarius, quo multa juris auctorumque veterum loca explicantur, emendantur, atque illustrantur. Wetstenios, Amsterdam 1726. (Digitalisat)
- Elementa jur. Civilis secundam ordinem pandectarum. Amsterdam 1728. (Digitalisat der Ausg. Varrentrapp, Frankfurt am Main 1747)
- Elementa philosophiae rationalis et moralis, ex principiis admodvm evidentibvs ivsto ordine adornata, Accessere Historia philosophica et index locvpletissimva. Amsterdam 1728. (Digitalisat der Ausg. Conrad, Amsterdam 1730)
- Historia Juris Civilis Romani ac Germanici qua utriusque origo et usus in Germania ex ipsis fontibus ostenditur. Halle 1733. (Digitalisat der Ausg. Balleon, Venedig 1742)
- Elementa juris Germanici, tum veteris tum hodierni. Halle Teil 1 1735, Teil 2 1736. (Digitalisat Band 1, Balleon, Venedig 1751)
- Elementa juris naturae et gentium commoda auditoribus methodo adornata. Waisenhaus, Halle 1738. (Digitalisat)
- Opuscula minora varii argumenti. Accedit Index scriptorum Heineccianorum. Waesberg, Amsterdam 1738. (Digitalisat)
- Operum ad universam juris prudentiam, philosophiam et litteras humaniores pertinentium 3. In Quo I. Praefationes Alienis Libris Praemissae, Et II: Opuscula Minora Varii Argumenti. Cramer, Genf 1748. (Digitalisat)
- Io. Gottl. Heineccii Consilia, Decisiones et Responsa Ivris: in quibus caussae et quaestiones illustres et iure publico Germ. feudali, ecclesiastico et matrimoniali tractantur. Korn, Breslau 1744. Edidit Jo. Christ. Gottl. Heineccius. (Digitalisat)